# 이노우에 호노카
이노우에 호노카(일본어: 井上 ほの花 いのうえ ほのか[*], 1998년 2월 9일 ~ )는 일본의 여성 성우, 가수이다. 가나가와현 출신. 오피스 아네모네 소속. 어머니는 성우의 이노우에 키쿠코.